# Bolesławów (powiat gostyński)
Bolesławów – wieś w Polsce położona w województwie wielkopolskim, w powiecie gostyńskim, w gminie Borek Wielkopolski, licząca około 200 mieszkańców, położona obok Leonowa. 
Jej początki sięgają lat 1835–1849, kiedy to w wyniku uwłaszczenia chłopów w Zimnowodzie i Cielmicach, ówczesny właściciel Bolesławowa przekazał 24 chłopom oraz 18 chałupnikom niewielkie parcele przy granicy Bruczkowa i Zimnowody. To wydarzenie dało początek dzisiejszemu Bolesławowowi i Leonowowi, które przez kolejne 150 lat wspólnie tworzyły sołectwo. W latach 1975–1998 miejscowość administracyjnie należała do województwa leszczyńskiego.
W Bolesławowie można znaleźć 38 gospodarstw rolnych, zajmujących się hodowlą bydła mlecznego oraz chowem trzody. W połowie drogi między Leonowem a Bolesławowem wznosi się pojedynczy dom, niegdyś pełniący rolę szkoły, a obecnie funkcjonujący jako Zakład Aktywności Zawodowej. We wsi działa Ochotnicza Straż Pożarna. 